# Лукомский, Александр Сергеевич
Алекса́ндр Серге́евич Луко́мский (10 [22] июля 1868, Полтавская губерния, Российская империя, — 25 января 1939, Париж, Франция) — русский военачальник, Генерал-лейтенант. Участник Первой мировой и Гражданской войн. Один из лидеров Белого движения, монархист. Один из организаторов Добровольческой армии.

## Начало службы
Родился 10 июля 1868 года. Происходил из потомственных дворян Полтавской губернии. Окончил Петровский Полтавский кадетский корпус (1885) и Николаевское инженерное училище. 11 августа 1888 года произведён в подпоручики. Служил в 11-м сапёрном Императора Николая I батальоне. В 1891 году произведён в поручики.

## Офицер Генерального штаба
В 1897 году окончил Николаевскую академию Генерального штаба и 19 мая 1897 года, «за отличные успехи в науках» произведён в штабс-капитаны. С 17 января 1898 года — старший адъютант штаба 12-й пехотной дивизии. С 6 мая 1898 года — помощник старшего адъютанта. 18 апреля 1899 года произведён в капитаны. С 16 декабря 1902 года — исправляющий должность старшего адъютанта штаба Киевского военного округа, которым командовал генерал М. И. Драгомиров. 6 апреля 1903 года произведён в подполковники и утверждён в должности старшего адъютанта. 22 апреля 1907 года произведён в полковники. 4 декабря 1907 года назначен начальником штаба 42-й пехотной дивизии.
В период с 1905 по 1908 год в журнале «Разведчик» и газете «Русский инвалид» был помещён ряд статей за авторством А. С. Лукомского, посвящённых военным проблемам.

## Руководитель мобилизации русской армии
3 января 1909 года назначен исправляющим должность начальника мобилизационного отдела Главного управления Генерального штаба (ГУГШ), одновременно с 20 января 1909 года — постоянный член Крепостного комитета. 6 декабря 1910 года произведён в генерал-майоры (со старшинством с 14 апреля 1913 года), с утверждением в должности начальника мобилизационного отдела. Под его руководством было введено новое мобилизационное расписание, предусматривавшее как общую мобилизацию на случай войны с Германией и Австро-Венгрией, так и ряд частных мобилизаций на случай столкновения с соседями на южных и восточных окраинах. Через законодательные учреждения были проведены законопроекты, вносящие изменения в Устав о воинской повинности, и проведены мероприятия по доведению до полных норм всех запасов военного времени.
С 29 января 1913 года — помощник начальника канцелярии Военного министерства. С началом мобилизации возглавил канцелярию. За успешное проведение мобилизации получил уникальную в русской армии награду, о которой в императорском указе от 6 декабря 1914 года говорилось:
В воздаяние особых заслуг исправляющего должность начальника Канцелярии Военного министерства генерал-лейтенанта Лукомского, оказанных им делу блистательного выполнения мобилизации нашей армии, всемилостивейше соизволил пожаловать ленту ордена Св. Великомученика и Победоносца Георгия к имеющемуся у него ордену Св. Равноапостольного Князя Владимира 4-й степени.

## Участие в Первой мировой войне

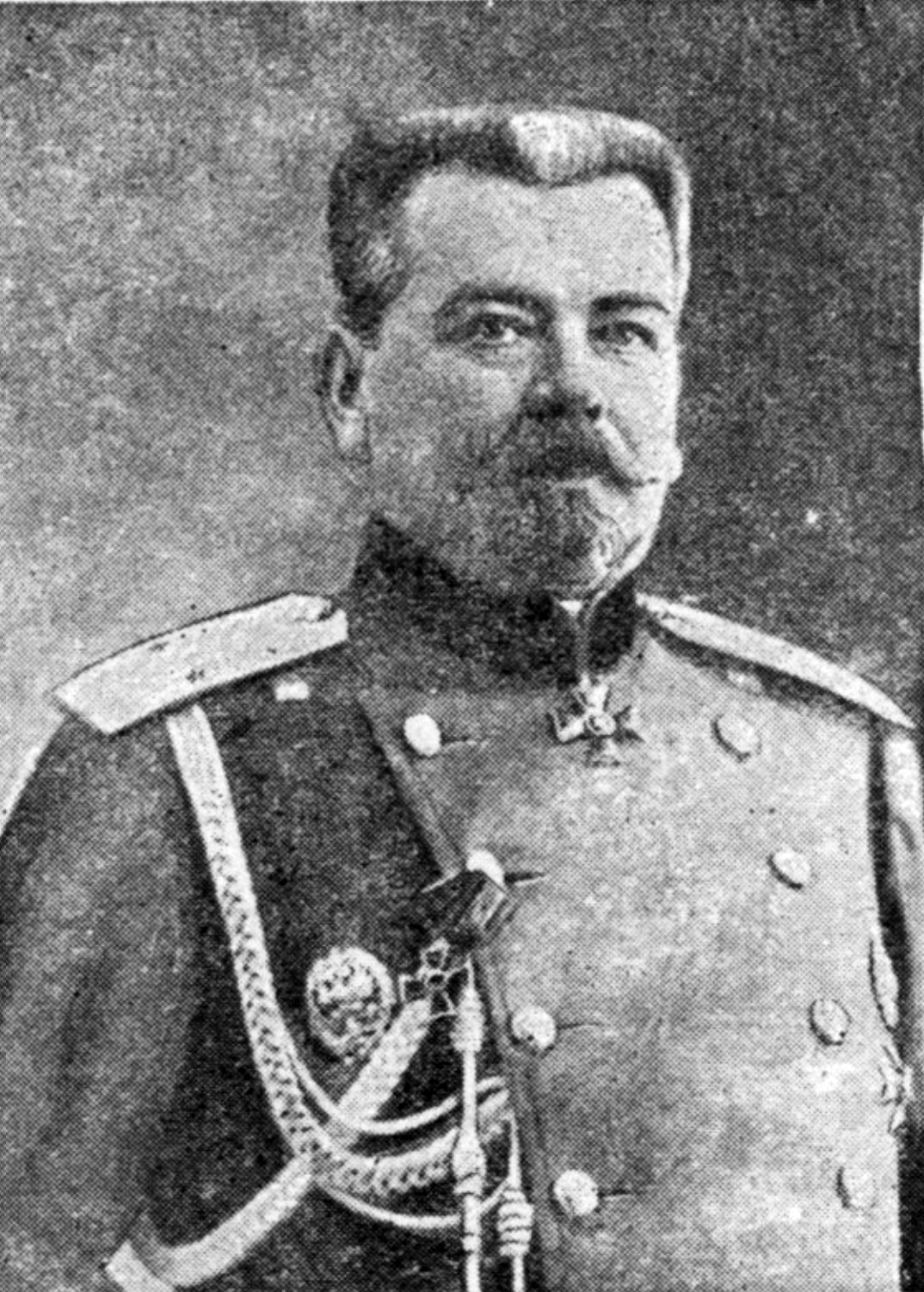
А. С. Лукомский

8 ноября 1914 года за отличия по службе произведён в генерал-лейтенанты (со старшинством с 14 апреля 1919 года). В июне 1915 года назначен помощником военного министра, с оставление в должности начальника канцелярии. Также возглавлял канцелярию Особого совещания по обороне государства. На посту помощника министра провёл ряд мероприятий, начиная с обеспечения армии пулемётами и сапогами и заканчивая образованием районных подкомиссий по эвакуации. Убедил Особое совещание в необходимости содействия развитию аэропланового строительства и в приёмке аэропланов фронтом, а также способствовал снабжению армии осветительными приборами.

С 2 апреля 1916 года — начальник 32-й пехотной дивизии, во главе которой принял участие в наступлении Юго-Западного фронта («Брусиловском прорыве»), воевал в Бессарабии. 15 июля 1917 года награждён орденом Святого Георгия 4-й степени: 
За то, что, будучи начальником 32-й пехотной дивизии и лично руководя в боях с 22-го мая по 8-е июня 1916 года действиями вверенной ему 32-й пехотной дивизии, на полки каковой было возложено нанесение главного удара для прорыва укреплений австрийской позиции и занятия д. Ржавенцы, он отличными действиями и личным мужеством своим достиг блестящего успеха боевой работы дивизии своей, приведшей к полному разгрому 6 австрийских дивизий, занятию города Черновиц и захвату в плен 729 офицеров, 28021 солдата, а также 30 орудий, 92 пулеметов, 26 бомбомётов, 9 миномётов и множеству других трофеев.
14 октября 1916 года назначен начальником штаба 10-й армии, но уже 21 октября принял должность генерал-квартирмейстера штаба Верховного главнокомандующего (утверждён в должности 6 декабря того же года). Вместе с генералом В. И. Гурко разработал план кампании на 1917 год, предусматривавший нанесение основного удара на Румынском фронте, который был отвергнут из-за возражений командующих фронтами генералов Н. В. Рузского и А. Е. Эверта.
2 апреля 1917 года назначен командиром 1-го армейского корпуса. С 2 июня 1917 года — начальник штаба Верховного главнокомандующего. Поддержал выступление генерала Л. Г. Корнилова в августе 1917 года. 29 августа снят с должности и 1 сентября арестован вместе с Корниловым в Могилёве, заключён в Быховскую тюрьму, откуда вместе с другими генералами бежал 19 ноября 1917 года.

## Деятель Белого движения
Прибыл по железной дороге в Новочеркасск, помогал генералам М. В. Алексееву и Корнилову в формировании Добровольческой армии. В декабре 1917 — феврале 1918 года — начальник штаба Добровольческой армии, некоторое время состоял представителем Добровольческой армии при Донском атамане. В феврале 1918 года тайно направлен в Екатеринодар в качестве представителя добровольцев при Кубанском правительстве. Через несколько дней арестован большевиками, чудом спасся от гибели и выехал в Царицын, затем в Киев и Одессу, где устанавливал связь с офицерскими организациями. В июле 1918 года вернулся в штаб Добровольческой армии и был назначен заместителем председателя Особого совещания при Верховном руководителе Добровольческой армии генерале Алексееве.
С сентября 1918 года — помощник главнокомандующего А. И. Деникина и начальник Военного и Морского управления. С октября 1918 года состоял председателем Особого совещания при главнокомандующем Вооружёнными силами Юга России (ВСЮР), с 30 декабря 1919 года — глава правительства при главнокомандующем ВСЮР. По своим политическим взглядам был умеренным монархистом. 8 февраля 1920 года, как сторонник назначения главнокомандующим генерала П. Н. Врангеля, уволен от службы приказом генерала Деникина и выехал за границу.

## Эмигрант
В конце марта 1920 года — представитель главнокомандующего Русской Армией генерала барона Врангеля при союзном командовании в Константинополе, затем переведён в распоряжение главнокомандующего. В эмиграции — помощник великого князя Николая Николаевича, выполнял его секретные поручения, жил в Ницце. В 1924—1925 годах по поручению Николая Николаевича совершил длительную поездку в Японию и Китай с целью изучения политической ситуации на Дальнем Востоке, состояния и перспектив деятельности белой эмиграции, объединения под эгидой Русского Обще-Воинского Союза многочисленных разрозненных эмигрантских организаций. 31 июля 1926 года ему подчинены все воинские союзы и организации Дальнего Востока и Америки. С 1928 года — начальник Дальневосточного отдела РОВС и уполномоченный по делам Дальнего Востока. Однако руководство Лукомским дальневосточными делами эмигрантов из Европы привело лишь к глубокому расколу в русской военной эмиграции в Маньчжурии (дело генерала А. И. Андогского).  После смерти великого князя в 1929 году отошёл от политической деятельности, состоял в распоряжении председателя  (РОВС).

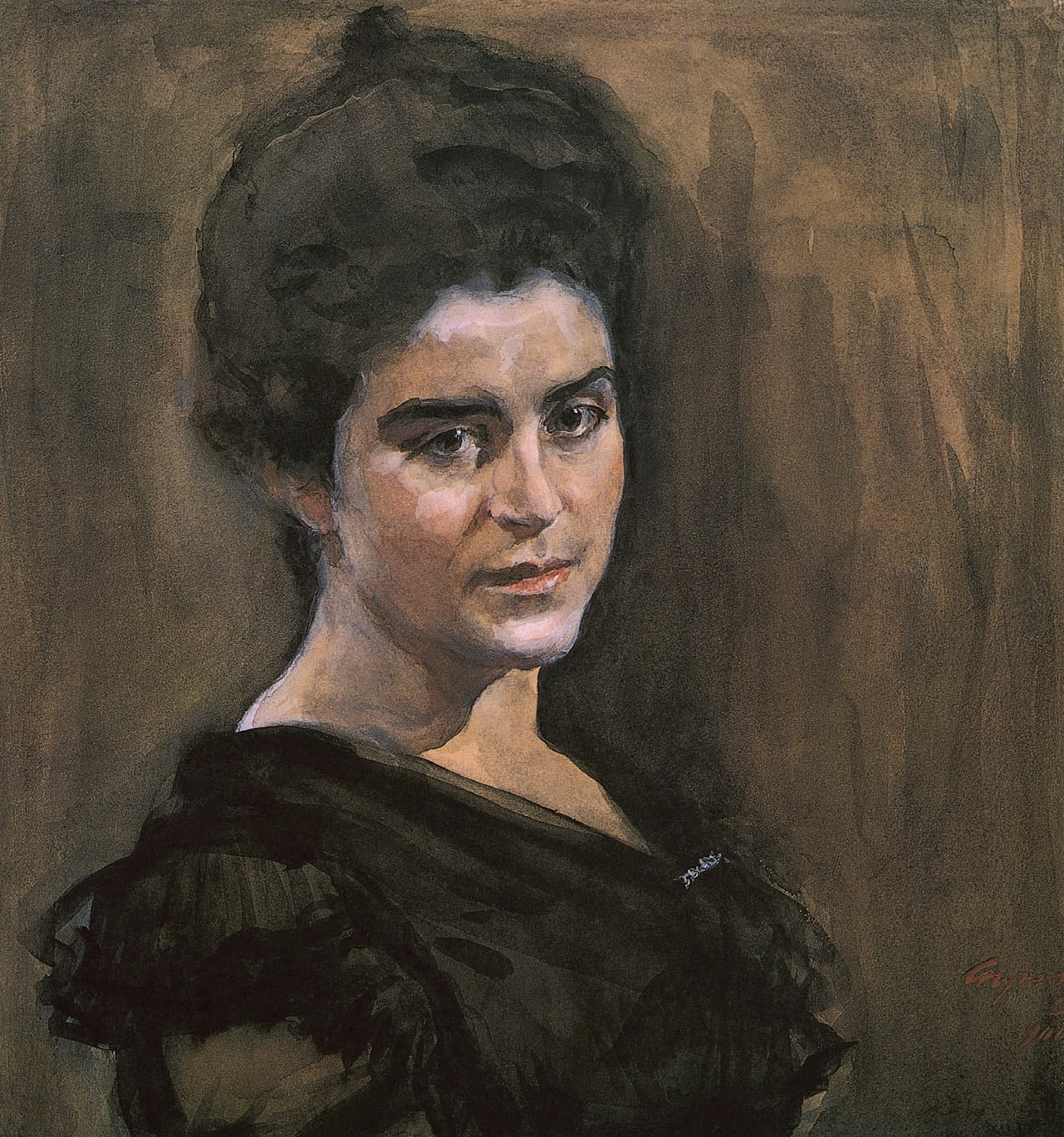
Софья Михайловна на портрете В. А. Серова (1900)

## Семья
С 1902 года был женат на Софье Михайловне Драгомировой (1871—1953), дочери генерала от инфантерии Михаила Ивановича Драгомирова, сестре генералов Абрама и Владимира Драгомировых и полковника Александра Драгомирова. В эмиграции жила с мужем во Франции. В 1945 году переехала в США. Скончалась в Си-Клиффе и была похоронена на кладбище при Успенском женском монастыре в Ново-Дивееве. В браке имела дочь Софью (1903—1997) и сына Сергея.

## Награды
- Орден Святого Станислава 3-й степени (1901)
- Орден Святого Станислава 2-й степени (1904)
- Орден Святого Владимира 4-й степени (1906) на ленте ордена Святого Георгия (ВП 6.12.1914)
- Орден Святого Владимира 3-й степени (ВП 6.12.1912)
- Орден Святого Станислава 1-й степени (ВП 6.12.1913)
- Орден Святой Анны 1-й степени (ВП 22.03.1915; с 1.01.1915)
- Орден Святого Владимира 2-й степени (ВП 10.04.1916)
- Орден Белого орла с мечами (ВП 1.01.1917)
- Орден Святого Георгия 4-й степени (ПАФ 17.07.1917)
- Подарок с вензелевым изображением имени Его Императорского Величества (ВП 10.08.1914; «за труды по пересмотру Устава о воинской повинности»)

## Труды
- Воспоминания генерала А. С. Лукомского. — Берлин. — 1922. Том I. Том II.
  - Английский перевод: Memoirs of the Russian Revolution, translated by Mrs. Vitali, London, Allen and Unwin, 1922.
  - Переиздание перевода: Westport, CT, Hyperion, 1975.
- Очерки из моей жизни. Воспоминание. сост., предисл., коммент. С. Волкова. — М.: Айрис-пресс, 2012. — 752 c. — (Белая Россия) ISBN 978-5-8112-4483-6.
- Очерки из моей жизни // Вопросы истории, № 1 — 12 за 2001 год